# 1900-ban alapított labdarúgóklubok listája
Ez a lista az 1900-ban alapított labdarúgóklubokat tartalmazza.
- 1. FC Bocholt
- 1. FC Kaiserslautern
- 1. FC Nürnberg
- Ajax Amsterdam
- Alemannia Aachen
- Associação Atlética Ponte Preta
- Borussia Mönchengladbach
- RCD Espanyol
- FC Bayern München
- FC Messina
- FC Sète
- Guiseley AFC
- Holstein Kiel
- NEC Nijmegen
- Queens University Belfast AFC
- RFC Seraing
- Sport Club Rio Grande
- SS Lazio
- Tilbury FC
- Troyes AC